# Sovjetskaja zjensjtjina
Sovjetskaja zjensjtjina (ryska: Советская женщина, 'Sovjetiska kvinnan') var en tidning som utgavs i Sovjetunionen mellan 1945 och 1991. Det var en kvinnotidning som utgavs av Sovjetiska kvinnors antifascistiska kommitté och behandlade information om sovjetiska kvinnors liv, rättigheter och nationell och internationell feminism. 